# تاليشبه
تاليشبه هي بلدة في مقاطعة كسبي في ولاية قشقداريا في أوزبكستان.